# Fedcupový tým Srbska
Srbsko v Billie Jean King Cupu reprezentuje Srbsko v tenisové soutěži ženských týmů od roku 2007 pod vedením národního svazu Teniski Savez Srbije. Nejlepším výsledkem je účast ve světovém finále 2012, v němž Srbsko podlehlo Česku 1–3 na zápasy.
V letech 1969–2003 srbské tenistky nastupovaly za jugoslávskou reprezentaci, když Socialistická republika Srbsko byla do roku 1992 součástí Socialistické federativní republiky Jugoslávie a Srbsko poté do roku 2003 částí Svazové republiky Jugoslávie. Mezi roky 2004–2006 Srbky reprezentovaly nástupnické soustátí Srbsko a Černá Hora. 
Většinu hráčských statistik týmu vede bývalá světová jednička Jelena Jankovićová, která vyhrála nejvyšší počet 34 utkání včetně 27 dvouher v rekordních dvanácti odehraných ročnících. Kapitánem se od ročníku 2021 stal bývalý daviscupový reprezentant Dušan Vemić.

## Statistiky
Hráčským týmovým statistikám – včetně jugoslávských – vévodí bývalá světová jednička Jelena Jankovićová, která vyhrála 34 utkání a v jejich rámci 27 dvouher v rekordních dvanácti ročnících. Nejvíce, 15 vítězných čtyřher získaly Sabrina Golešová s Draganou Zarićovou, která odehrála i nejvyšší počet 37 mezistátních zápasů.
Dvacet a více utkání vyhrály Jelena Jankovićová, Sabrina Golešová, Dragana Zarićová, Ana Ivanovićová a Aleksandra Krunićová. Jako nejmladší členka týmu do soutěže zasáhla Renata Ljukovčanová, když ve 14 letech a 105 dnech odehrála střetnutí březnové 2. skupiny euroafrické zóny 2000 proti Kypru. Naopak nejstarší Srbkou v soutěži se stala Jelena Jankovićová, jíž bylo 30 let a 344 dní v únorové 2. světové skupině 2016 proti Španělsku. V nejdelším srbském zápasu porazila Jankovićová za 3:32 hodiny Slovenku Cibulkovou poměrem 7–5, 1–6 a 9–7, v baráži 2. světové skupiny 2007. Nejvíce 128 gamů v mezistátním duelu Srbky odehrály proti Belgii během baráže 2. světové skupiny 2016. Obrat ze stavu 0–2 se Srbsku nikdy nepodařil.

## Výsledky

### 2007–2009
| Rok  | soutěž                                      | datum            | místo              | povrch      | soupeř     | skóre | výsledek |
| ---- | ------------------------------------------- | ---------------- | ------------------ | ----------- | ---------- | ----- | -------- |
| 2007 | Zóna Evropy a Afriky, blok 1. skupiny       | 18. dubna        | Plovdiv, Bulharsko | antuka      | Estonsko   | 3–0   | výhra    |
| 2007 | Zóna Evropy a Afriky, blok 1. skupiny       | 19. dubna        | Plovdiv, Bulharsko | antuka      | Švédsko    | 1–2   | prohra   |
| 2007 | Zóna Evropy a Afriky, blok 1. skupiny       | 20. dubna        | Plovdiv, Bulharsko | antuka      | Slovinsko  | 2–1   | výhra    |
| 2007 | Zóna Evropy a Afriky, o postup z 1. skupiny | 21. dubna        | Plovdiv, Bulharsko | antuka      | Rumunsko   | 2–1   | výhra    |
| 2007 | Světová skupina II, baráž                   | 14.–15. července | Košice, Slovensko  | tvrdý (h)   | Slovensko  | 1–4   | prohra   |
| 2008 | Zóna Evropy a Afriky, blok 1. skupiny       | 31. ledna        | Budapešť, Maďarsko | koberec (h) | Polsko     | 2–1   | výhra    |
| 2008 | Zóna Evropy a Afriky, blok 1. skupiny       | 1. února         | Budapešť, Maďarsko | koberec (h) | Rumunsko   | 2–1   | výhra    |
| 2008 | Zóna Evropy a Afriky, o postup z 1. skupiny | 2. února         | Budapešť, Maďarsko | koberec (h) | Nizozemsko | 2–0   | výhra    |
| 2008 | Světová skupina II, baráž                   | 26.–27. dubna    | Záhřeb, Chorvatsko | tvrdý (h)   | Chorvatsko | 3–2   | výhra    |
| 2009 | Světová skupina II                          | 7.–8. února      | Bělehrad, Srbsko   | tvrdý (h)   | Japonsko   | 4–1   | výhra    |
| 2009 | Světová skupina, baráž                      | 25.–26. dubna    | Lleida, Španělsko  | antuka      | Španělsko  | 4–0   | výhra    |

### 2010–2019
| Rok  | soutěž                                      | datum           | místo                 | povrch      | soupeř         | skóre | výsledek |
| ---- | ------------------------------------------- | --------------- | --------------------- | ----------- | -------------- | ----- | -------- |
| 2010 | Světová skupina, 1. kolo                    | 6.–7. února     | Bělehrad, Srbsko      | tvrdý (h)   | Rusko          | 2–3   | prohra   |
| 2010 | Světová skupina, baráž                      | 24.–25. dubna   | Bělehrad, Srbsko      | antuka (h)  | Slovensko      | 2–3   | prohra   |
| 2011 | Světová skupina II                          | 5.–6. února     | Novi Sad, Srbsko      | tvrdý (h)   | Kanada         | 3–2   | výhra    |
| 2011 | Světová skupina, baráž                      | 16.–17. dubna   | Bratislava, Slovensko | tvrdý (h)   | Slovensko      | 3–2   | výhra    |
| 2012 | Světová skupina, 1. kolo                    | 4.–5. února     | Charleroi, Belgie     | tvrdý (h)   | Belgie         | 3–2   | výhra    |
| 2012 | Světová skupina, semifinále                 | 21.–22. dubna   | Moskva, Rusko         | antuka (h)  | Rusko          | 3–2   | výhra    |
| 2012 | Světová skupina, finále                     | 3.–4. listopadu | Praha, Česko          | tvrdý (h)   | Česko          | 1–3   | prohra   |
| 2013 | Světová skupina, 1. kolo                    | 9.–10. února    | Niš, Srbsko           | tvrdý (h)   | Slovensko      | 2–3   | prohra   |
| 2013 | Světová skupina, baráž                      | 20.–21. dubna   | Stuttgart, Německo    | antuka (h)  | Německo        | 2–3   | prohra   |
| 2014 | Světová skupina II                          | 8.–9. února     | Montréal, Kanada]     | tvrdý (h)   | Kanada         | 1–4   | prohra   |
| 2014 | Světová skupina II, baráž                   | 19.–20. dubna   | Bukurešť, Rumunsko    | antuka      | Rumunsko       | 1–4   | prohra   |
| 2015 | Zóna Evropy a Afriky, blok 1. skupiny       | 4. února        | Budapešť, Maďarsko    | koberec (h) | Rakousko       | 3–0   | výhra    |
| 2015 | Zóna Evropy a Afriky, blok 1. skupiny       | 5. února        | Budapešť, Maďarsko    | koberec (h) | Maďarsko       | 2–1   | výhra    |
| 2015 | Zóna Evropy a Afriky, o postup z 1. skupiny | 7. února        | Budapešť, Maďarsko    | koberec (h) | Chorvatsko     | 2–0   | výhra    |
| 2015 | Světová skupina II, baráž                   | 18.–19. dubna   | Novi Sad, Srbsko      | tvrdý       | Paraguay       | 4–1   | výhra    |
| 2016 | Světová skupina II                          | 6.–7. února     | Kraljevo, Srbsko      | tvrdý (h)   | Španělsko      | 0–4   | prohra   |
| 2016 | Světová skupina II, baráž                   | 16.–17. dubna   | Bělehrad, Srbsko      | antuka (h)  | Belgie         | 2–3   | prohra   |
| 2017 | Zóna Evropy a Afriky, blok 1. skupiny       | 8. února        | Tallinn, Estonsko     | tvrdý (h)   | Estonsko       | 2–1   | výhra    |
| 2017 | Zóna Evropy a Afriky, blok 1. skupiny       | 9. února        | Tallinn, Estonsko     | tvrdý (h)   | Bulharsko      | 2–1   | výhra    |
| 2017 | Zóna Evropy a Afriky, blok 1. skupiny       | 10. února       | Tallinn, Estonsko     | tvrdý (h)   | Izrael         | 2–1   | výhra    |
| 2017 | Zóna Evropy a Afriky, o postup z 1. skupiny | 11. února       | Tallinn, Estonsko     | tvrdý (h)   | Polsko         | 2–1   | výhra    |
| 2017 | Světová skupina II, baráž                   | 22.–23. dubna   | Zrenjanin, Srbsko     | tvrdý (h)   | Austrálie      | 0–4   | prohra   |
| 2018 | Zóna Evropy a Afriky, blok 1. skupiny       | 7. února        | Tallinn, Estonsko     | tvrdý (h)   | Bulharsko      | 2–1   | výhra    |
| 2018 | Zóna Evropy a Afriky, blok 1. skupiny       | 9. února        | Tallinn, Estonsko     | tvrdý (h)   | Gruzie         | 2–1   | výhra    |
| 2018 | Zóna Evropy a Afriky, o postup z 1. skupiny | 10. února       | Tallinn, Estonsko     | tvrdý (h)   | Lotyšsko       | 1–2   | prohra   |
| 2019 | Zóna Evropy a Afriky, blok 1. skupiny       | 6. února        | Bath, Velká Británie  | tvrdý (h)   | Gruzie         | 2–1   | výhra    |
| 2019 | Zóna Evropy a Afriky, blok 1. skupiny       | 7. února        | Bath, Velká Británie  | tvrdý (h)   | Turecko        | 3–0   | výhra    |
| 2019 | Zóna Evropy a Afriky, blok 1. skupiny       | 8. února        | Bath, Velká Británie  | tvrdý (h)   | Chorvatsko     | 2–1   | výhra    |
| 2019 | Zóna Evropy a Afriky, o postup 1. skupiny   | 9. února        | Bath, Velká Británie  | tvrdý (h)   | Velká Británie | 0–2   | prohra   |

### 2020–2029
| Rok  | soutěž                                 | datum              | místo                         | povrch     | soupeř      | skóre | výsledek |
| ---- | -------------------------------------- | ------------------ | ----------------------------- | ---------- | ----------- | ----- | -------- |
| 2021 | Zóna Evropy a Afriky, základní skupina | 6. února 2020      | Esch-sur-Alzette, Lucembursko | tvrdý (h)  | Lucembursko | 2–1   | výhra    |
| 2021 | Zóna Evropy a Afriky, základní skupina | 7. února 2020      | Esch-sur-Alzette, Lucembursko | tvrdý (h)  | Švédsko     | 2–1   | výhra    |
| 2021 | Zóna Evropy a Afriky, souboj o postup  | 8. února 2020      | Esch-sur-Alzette, Lucembursko | tvrdý (h)  | Slovinsko   | 2–1   | výhra    |
| 2021 | Světová baráž                          | 16.–17. dubna 2021 | Kraljevo, Srbsko              | tvrdý (h)  | Kanada      | 0–4   | prohra   |
| 2022 | Zóna Evropy a Afriky, základní skupina | 11. dubna          | Antalya, Turecko              | antuka     | Estonsko    | 2–1   | výhra    |
| 2022 | Zóna Evropy a Afriky, základní skupina | 12. dubna          | Antalya, Turecko              | antuka     | Dánsko      | 2–1   | výhra    |
| 2022 | Zóna Evropy a Afriky, základní skupina | 14. dubna          | Antalya, Turecko              | antuka     | Maďarsko    | 1–2   | prohra   |
| 2022 | Zóna Evropy a Afriky, základní skupina | 15. dubna          | Antalya, Turecko              | antuka     | Turecko     | 2–1   | výhra    |
| 2022 | Zóna Evropy a Afriky, zápas o postup   | 16. dubna          | Antalya, Turecko              | antuka     | Chorvatsko  | 0–2   | prohra   |
| 2022 | Světová baráž                          | 11.–12. listopadu  | San Luis Potosí, Mexiko       | antuka     | Mexiko      | 0–4   | prohra   |
| 2023 | Zóna Evropy a Afriky, základní skupina | 10. dubna          | Antalya, Turecko              | antuka     | Bulharsko   | 2–1   | výhra    |
| 2023 | Zóna Evropy a Afriky, základní skupina | 11. dubna          | Antalya, Turecko              | antuka     | Norsko      | 2–1   | výhra    |
| 2023 | Zóna Evropy a Afriky, základní skupina | 12. dubna          | Antalya, Turecko              | antuka     | Chorvatsko  | 3–0   | výhra    |
| 2023 | Zóna Evropy a Afriky, základní skupina | 13. dubna          | Antalya, Turecko              | antuka     | Dánsko      | 3–0   | výhra    |
| 2023 | Zóna Evropy a Afriky, základní skupina | 14. dubna          | Antalya, Turecko              | antuka     | Švédsko     | 1–2   | prohra   |
| 2023 | Zóna Evropy a Afriky, zápas o postup   | 15. dubna          | Antalya, Turecko              | antuka     | Nizozemsko  | 1–2   | prohra   |
| 2023 | Světová baráž                          | 10.–11. listopadu  | Kraljevo, Srbsko              | antuka (h) | Rumunsko    | 0–4   | prohra   |

## Přehled finále: 1 (0–1)
| Výsledek  | č. | datum a místo konání                                           | Srbky                                                                     | soupeřky                                                      | skóre         | zdroj |
| --------- | -- | -------------------------------------------------------------- | ------------------------------------------------------------------------- | ------------------------------------------------------------- | ------------- | ----- |
| Finalista | 1. | Fed Cup 2012 3.–4. listopadu 2012 Praha, Česko tvrdý, O2 arena | Ana Ivanovićová Jelena Jankovićová Bojana Jovanovská Aleksandra Krunićová | Česko                                                         | 1–3 (detaily) | [ 5 ] |
| Finalista | 1. | Fed Cup 2012 3.–4. listopadu 2012 Praha, Česko tvrdý, O2 arena | Ana Ivanovićová Jelena Jankovićová Bojana Jovanovská Aleksandra Krunićová | Petra Kvitová Lucie Šafářová Lucie Hradecká Andrea Hlaváčková | 1–3 (detaily) | [ 5 ] |

## Složení týmu
| Rok  | Členky týmu          | Členky týmu            | Členky týmu            | Členky týmu            |
| ---- | -------------------- | ---------------------- | ---------------------- | ---------------------- |
| 1995 | Dragana Zarićová     | Katarina Daškovićová   | Dragana Ilićová        | Branislava Ivanovićová |
| 1996 | Dragana Zarićová     | Sandra Naćuková        | Branislava Ivanovićová | —                      |
| 1997 | Dragana Zarićová     | Sandra Naćuková        | Dragana Ilićová        | Ljiljana Nanuševićová  |
| 1998 | Sandra Naćuková      | Dragana Zarićová       | Tatjana Ječmenicová    | Sanja Jukićová         |
| 1999 | Dragana Zarićová     | Branka Bojovićová      | Borka Majstorovićová   | —                      |
| 2000 | Katarina Mišićová    | Marina Petrovićová     | Dragana Zarićová       | Renata Ljukovčanová    |
| 2001 | Sandra Naćuková      | Dragana Zarićová       | Katarina Mišićová      | Jelena Jankovićová     |
| 2002 | Dragana Zarićová     | Katarina Mišićová      | Jelena Jankovićová     | Daniela Berčeková      |
| 2003 | Jelena Jankovićová   | Dragana Zarićová       | Katarina Mišićová      | Ana Jovanovićová       |
| 2004 | Jelena Dokićová      | Jelena Jankovićová     | Ana Timotićová         | Dragana Zarićová       |
| 2005 | Jelena Jankovićová   | Ana Timotićová         | Dragana Zarićová       | Ana Jovanovićová       |
| 2006 | Ana Ivanovićová      | Ana Timotićová         | Danica Krstajićová     | Ana Veselinovićová     |
| 2007 | Jelena Jankovićová   | Vojislava Lukićová     | Ana Timotićová         | Ana Jovanovićová       |
| 2007 | Nataša Zorićová      | —                      | —                      | —                      |
| 2008 | Jelena Jankovićová   | Ana Ivanovićová        | Ana Jovanovićová       | Teodora Mirčićová      |
| 2009 | Jelena Jankovićová   | Ana Ivanovićová        | Ana Jovanovićová       | Aleksandra Krunićová   |
| 2009 | Bojana Jovanovská    | —                      | —                      | —                      |
| 2010 | Jelena Jankovićová   | Ana Ivanovićová        | Bojana Jovanovská      | Ana Jovanovićová       |
| 2010 | Aleksandra Krunićová | —                      | —                      | —                      |
| 2011 | Jelena Jankovićová   | Ana Ivanovićová        | Bojana Jovanovská      | Aleksandra Krunićová   |
| 2011 | Ana Jovanovićová     | Tamara Čurovićová      | —                      | —                      |
| 2012 | Jelena Jankovićová   | Ana Ivanovićová        | Bojana Jovanovská      | Aleksandra Krunićová   |
| 2012 | Natalija Kostićová   | —                      | —                      | —                      |
| 2013 | Ana Ivanovićová      | Bojana Jovanovská      | Vesna Doloncová        | Aleksandra Krunićová   |
| 2013 | Ivana Jorovićová     | —                      | —                      | —                      |
| 2014 | Ana Ivanovićová      | Bojana Jovanovská      | Vesna Doloncová        | Jovana Jakšićová       |
| 2014 | Aleksandra Krunićová | Nina Stojanovićová     | —                      | —                      |
| 2015 | Ana Ivanovićová      | Jelena Jankovićová     | Aleksandra Krunićová   | Ivana Jorovićová       |
| 2015 | Doroteja Erićová     | Vojislava Lukićová     | —                      | —                      |
| 2016 | Jelena Jankovićová   | Bojana Jovanovská      | Aleksandra Krunićová   | Jovana Jakšićová       |
| 2016 | Ivana Jorovićová     | Nina Stojanovićová     | —                      | —                      |
| 2017 | Aleksandra Krunićová | Nina Stojanovićová     | Ivana Jorovićová       | Dejana Radanovićová    |
| 2017 | Bojana Marinkovićová | Olga Danilovićová      | —                      | —                      |
| 2018 | Dejana Radanovićová  | Olga Danilovićová      | Bojana Marinkovićová   | Ivana Jorovićová       |
| 2019 | Aleksandra Krunićová | Olga Danilovićová      | Ivana Jorovićová       | Nina Stojanovićová     |
| 2021 | Nina Stojanovićová   | Aleksandra Krunićová   | Olga Danilovićová      | Fatma Idrizovićová     |
| 2021 | Ivana Jorovićová     | Lola Radivojevićová    | —                      | —                      |
| 2022 | Aleksandra Krunićová | Dejana Radanovićová    | Elena Milovanovićová   | Lola Radivojevićová    |
| 2022 | Olga Danilovićová    | Natalija Stevanovićová | Katarina Jokićová      | Katarina Kozarovová    |
| 2023 | Aleksandra Krunićová | Olga Danilovićová      | Lola Radivojevićová    | Mia Ristićová          |
| 2023 | Katarina Kozarovová  | Natalija Stevanovićová | —                      | —                      |

## Kapitáni
| Kapitáni               | ročníky   |
| ---------------------- | --------- |
| Lea Habuneková         | 1969–1981 |
| Jelena Genčićová       | 1981–1994 |
| Dragan Ćirić           | 1995–1997 |
| Biljana Veselinovićová | 1997–2004 |
| Tatjana Ječmenicová    | 2005–2007 |
| Dejan Vraneš           | 2007–2014 |
| Tatjana Ječmenicová    | 2014–2020 |
| Dušan Vemić            | od 2021   |